# Traktionsbus
Der Traktionsbus ist ein Feldbus, mit dem Befehle zwischen Eisenbahntriebfahrzeugen übertragen werden. Er arbeitet bei der Datenübertragung mit der Frequenzumtastung (Frequency Shift Keying FSK). 
Bei der deutschen Bundesbahn ist er besser als zeitmultiplexe Wendezugsteuerung bekannt, die auf dieser Bustechnik basiert. Fälschlicherweise wird er oft als Teil des Train Communication Network (TCN) angesehen, was nicht korrekt ist, denn aus Sicherheitsgründen ist er von diesem getrennt, wird allerdings meistens zusammen mit dem TCN eingesetzt. Denn der TCN verläuft normalerweise über das UIC-Kabel, das von Unbefugten während der Fahrt getrennt werden kann. Damit dieses kein Notstop zur Folge hat, sondern nur eine Störung anzeigt, verläuft der MVB normalerweise nur über das 9-polige ep-Kabel. Es sind auch andere Kabelverbindungen möglich, vor allem bei Triebzügen, wo nicht auf konventionelles Rollmaterial Rücksicht genommen werden muss. Allerdings ist ein heutiger Wendezug mit Feldbus-Technik, meistens wegen der seitenselektiven Türsteuerung, auf den TCN angewiesen.